# Bladerdak

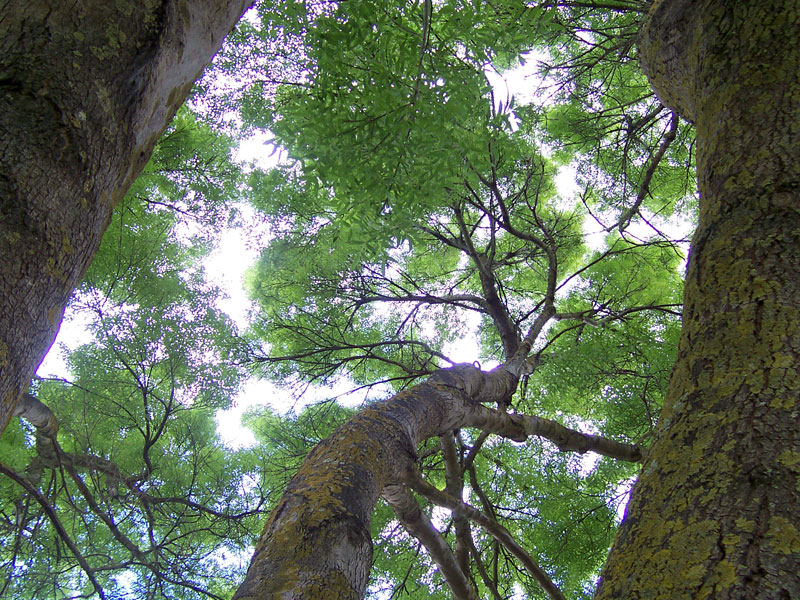
Bladerdak

Het bladerdak van een bos wordt gevormd door het bovenste deel van een boomlaag, de 'kruinlaag'. Het bladerdak van een boom wordt gevormd door de buitenste laag bladeren met takken. 
Het bladerdak van een regenwoud meet van boven naar beneden ongeveer 10 meter, en vangt zo'n 95% van het zonlicht op. Met in de tropen een overvloed aan water en een bijna ideale temperatuur, vormen de beschikbaarheid van licht en voedingsstoffen de twee belangrijkste beperkingen aan de boomgroei. Planten groeien snel om de zonlicht vangende kruinlaag te bereiken. Verdere groei is dan niet meer nodig om voldoende licht te kunnen opvangen.
Bomen uit de kruinlaag van regenwouden hebben een goede fotosynthese dankzij de grote hoeveelheid zonlicht die op het bladerdak valt. Hierdoor kent de kruinlaag een grote biodiversiteit aan planten en dieren, waarvan vele gedurende hun bestaan de grond nooit zullen raken. De kruinlaag vormt een ideale habitat voor lianen en epifyten (orchideeën, varens en bromelia's, mossen en korstmossen).
Schaduwbomen hebben een dicht bladerdak dat het invallend zonlicht blokkeert voor de lager groeiende planten (struiken en kruiden). Daardoor is de bodem eronder gewoonlijk weinig begroeid. De ondergroei komt in blad of verschijnt aan het eind van de winter en begin van de lente als de bossen nog kaal zijn, maar de bomen wel geleidelijk al in blad komen. Veel kruiden verdwijnen weer als kruinlaag dermate dicht is dat er weinig direct licht meer doorkomt.